# 張嘉兒
張嘉兒（1983年11月18日—），加拿大籍香港人，曾参加2005年度溫哥華華裔小姐競選並且獲得「神采飛揚獎」；2007年度香港小姐競選冠軍；2007年度世界小姐完美愛心小姐及前16名；2008年度國際中華小姐亞軍。

## 背景
張嘉兒祖籍廣東潮州，於香港出生，九歲舉家移居加拿大溫哥華，曾参加2005年度溫哥華華裔小姐競選並且獲得「神采飛揚獎」。她在2007年的「第57屆世界小姐大賽」中獲「完美愛心小姐」榮譽，根據大會的賽制，奪得此獎項的佳麗會自動晉身決賽，於是張嘉兒得以在106位參選佳麗中晉身16強（原本名額為15個，但因為張嘉兒和厄瓜多爾小姐同得「愛心小姐」獎項，決賽席位因而增至16名），惜未能奪得「亞洲皇后」。張嘉兒亦成為香港代表在世界小姐競選中近20年來最好成績的一位。上一位獲得名次的香港代表是1987年的楊寶玲，獲得「亞洲皇后」及前12名。
卸任後，她與無綫電視簽約成為旗下經理人合約女藝員，後出任無綫電視直播2008年北京奧運的主播。2017年11月轉為基本藝人合約。
張嘉兒與朱千雪、湯洛雯、蔣家旻及岑杏賢份屬好友，五人獲傳媒封為「2Line黨」
近年她與家人回流加拿大溫哥華生活，偶爾有工作時才回港。2022年更獲新時代電視邀請擔任溫哥華華裔小姐競選大會評判。

## 感情生活
2015年9月，張嘉兒與金融才俊Nathan於加拿大溫哥華結婚。2016年，她在香港自然分娩誕下女兒。隨著女兒成長，發現女兒遺傳了父母的食物敏感，對麥類、奶類、雞蛋、芝士及乳酪都非常敏感。
2018年11月1日，張嘉兒在社交平台中宣佈再次懷孕，預產期於2019年5月。2019年，張嘉兒宣布二女兒出生，重7.15磅。。

## 曾參加選美活動
| 年份   | 選美會           | 獎項                    | 地點         | 主辦機構     |
| 2005年 | 溫哥華華裔小姐   | - 神采飛揚獎            | 加拿大温哥華 | 新時代電視   |
| 2007年 | 香港小姐競選     | - 冠軍 - 活力動感大使   | 香港         | 無綫電視     |
| 2007年 | 世界小姐競選     | - 完全愛心小姐 - 前16名 | 三亞         | 世界小姐公司 |
| 2008年 | 國際中華小姐競選 | - 亞軍                  | 佛山         | 無綫電視     |

## 演出作品

### 節目主持（無綫電視）
- 兒歌金曲頒獎典禮2007
- 2008年： 戲王群英會
- 全港同心迎奧運 活力無限中西區
- 全港同心迎奧運 龍騰獅躍匯葵青
- 健康快車光明之旅
- 2008無綫北京奧運

### 節目演出（無綫電視）
- 當香港小姐遇上香港先生（2009）- 主持
- TVB呈獻：全民火熱迎奧運
- 眾志成城抗震救災
- 雪中送暖
- 逐格鬥
- 愛情研究院（J2台）- 嘉賓
- 鐵甲無敵獎門人- 嘉賓37集
- 大咕窿- 嘉賓15集
- 千奇百趣香港地- 嘉賓
- 暑氣泉消珠海遊- 嘉賓
- 我愛香港- 嘉賓
- 千奇百趣特工隊
- 福祿壽放暑假
- 福祿壽大假光臨
- 2019年：1+1的派對
- 2019年：BB要健康

### 節目主持（無綫生活台）
- 星級廚房

### 節目主持（新時代電視）
- 熒幕八爪娛（2006-2007）

### 電視劇（無綫電視）
| 首播   | 劇名            | 角色              |
| 2010年 | 女王辦公室      | 常嘉嘉            |
| 2010年 | 女人最痛        | Betty             |
| 2010年 | 摘星之旅        | Fanny             |
| 2011年 | 結·分@謊情式    | Ling              |
| 2012年 | 飛虎            | 馮嘉美（May）     |
| 2012年 | 雷霆掃毒        | 霍霜華            |
| 2013年 | 戀愛季節        | Amy               |
| 2013年 | 女警愛作戰      | Ivy               |
| 2013年 | 熟男有惑        | 鍾陸學笙（Sally） |
| 2013年 | 神鎗狙擊        | 郭美金            |
| 2014年 | 廉政行動2014    | 劉嘉莉（單元二）  |
| 2014年 | 我們的天空      | 媳婦              |
| 2014年 | 愛·回家         | 梁茜伊            |
| 2015年 | 四個女仔三個BAR | 劉檢控            |
| 2015年 | 樓奴            | 車寶娜（Nana）    |
| 2015年 | 實習天使        | 志明母            |
| 2016年 | 警犬巴打        | 黎淑珠（大妹）    |
| 2016年 | 廉政行動2016    | 何泳芝            |
| 2019年 | 婚姻合伙人      | 李智琪            |
| 2021年 | 陀槍師姐2021    | 翁珠迪（Judy）    |
| 2022年 | 廉政行動2022    | 陳耀榮之妻        |

### 電影
- 72家租客
- 2013我愛HK恭囍發財

## 外部連結
- 張嘉兒 TVB Blog （页面存档备份，存于）
- 張嘉兒的新浪微博
- YouTube上的張嘉兒「Mama College」頻道
- 張嘉兒的Instagram帳戶
- 張嘉兒的Facebook專頁

| 前任： 陳茵媺 | 香港小姐競選冠軍 2007年 | 繼任： 張舒雅 |